# اجاچیتلان
اجاچیتلان (به اسپانیایی: Ajuchitlán) یک منطقهٔ مسکونی در مکزیک است که در گررو واقع شده‌است.